# Volby do Evropského parlamentu na Slovensku 2004
Volby do Evropského parlamentu v roce 2004 se na Slovensku uskutečnily 13. června 2004.

## Výsledky
Voleb se zúčastnilo 17 politických stran nebo volebních koalicí. Účast voličů dosáhla 16,96 %, což byla jedna z nejnižších účastí v Evropské unii. Úplné výsledky jsou v následující tabulce:
| Politická strana                                                 | Počet hlasů | Procentuální zisk | Počet mandátů |
| ---------------------------------------------------------------- | ----------- | ----------------- | ------------- |
| Slovenská demokratická a kresťanská únia                         | 119 954     | 17,09             | 3             |
| Ľudová strana - Hnutie za demokratické Slovensko                 | 119 582     | 17,04             | 3             |
| SMER (tretia cesta)                                              | 118 535     | 16,89             | 3             |
| Kresťanskodemokratické hnutie                                    | 113 655     | 16,19             | 3             |
| Strana maďarskej koalície - Magyar Koalíció Pártja               | 92 927      | 13,24             | 2             |
| Aliancia nového občana                                           | 32 653      | 4,65              | 0             |
| Komunistická strana Slovenska                                    | 31 908      | 4,54              | 0             |
| Slobodné fórum                                                   | 22 804      | 3,25              | 0             |
| koalice Slovenská národná strana, Pravá Slovenská národná strana | 14 150      | 2,01              | 0             |
| koalice Hnutie za demokraciu, Ľudová únia                        | 11 914      | 1,69              | 0             |
| Občianska konzervatívna strana                                   | 7 060       | 1,00              | 0             |
| AKTÍVNE ŽENY - OS Slovenska                                      | 4 940       | 0,70              | 0             |
| Rómske kresťanské demokratické hnutie v Slovenskej republike     | 4 856       | 0,69              | 0             |
| Živnostenská strana Slovenska                                    | 2 464       | 0,35              | 0             |
| Maďarská federalistická strana                                   | 1 598       | 0,22              | 0             |
| Demokratická únia Slovenska                                      | 1 354       | 0,19              | 0             |
| Slovenská ľudová strana                                          | 1 241       | 0,17              | 0             |